# Дуглас, Каймин
Каймин Кристиан Дуглас (нидерл. Caimin Christian Douglas; род. 11 мая 1977, Росмален) — нидерландский легкоатлет, специалист по бегу на короткие дистанции. Выступал за сборные Нидерландских Антильских островов и Нидерландов по лёгкой атлетике в 1999—2010 годах, бронзовый призёр чемпионата мира, многократный победитель и призёр первенств национального значения, участник трёх летних Олимпийских игр.

## Биография
Каймин Дуглас родился 11 мая 1977 года в городе Росмален, Нидерланды, в семье матери-голландки и отца-антильца. Спустя пять лет родители переехали на родину отца в Кюрасао, проживали в Виллемстаде, где с 11 лет Каймин играл в футбол за местную юношескую команду. С 1997 года успешно выступал в спринтерских дисциплинах лёгкой атлетики.
Вскоре после начала легкоатлетической карьеры поступил в Техасский университет в Остине, принимал участие в различных студенческих соревнованиях в США.
Впервые заявил о себе на международном уровне в сезоне 1999 года, когда вошёл в состав национальной сборной Нидерландских Антильских островов и выступил в беге на 100 метров на Панамериканских играх в Виннипеге.
Благодаря череде успешных выступлений в 2000 году удостоился права защищать честь страны на летних Олимпийских играх в Сиднее — на предварительном квалификационном этапе 100-метровой дистанции показал результат 10,69, чего оказалось недостаточно для выхода в следующую стадию соревнований.
В 2001 году бежал 200 метров на чемпионате мира в Эдмонтоне, дошёл до четвертьфинала.
С января 2002 года представлял на международном уровне национальную сборную Нидерландов.
В 2003 году в эстафете 4 × 100 метров вместе с партнёрами по нидерландской команде Тимоти Беком, Троем Дугласом и Патриком ван Балкомом завоевал бронзовую награду на чемпионате мира в Париже.
В 2004 году в беге на 200 метров финишировал восьмым на Кубке Европы в Быдгоще. На Олимпийских играх в Афинах на предварительном квалификационном этапе эстафеты 4 × 100 метров не смог принять палочку от ван Балкома, и из-за этой ошибки команда досрочно завершила выступление.
На чемпионате Европы 2006 года в Гётеборге дошёл до четвертьфинала в дисциплине 200 метров и занял восьмое место в эстафете 4 × 100 метров.
В 2008 году принимал участие в эстафете 4 × 100 метров на Олимпийских играх в Пекине.
В 2009 году бежал эстафету 4 × 100 метров на чемпионате мира в Берлине, в финал не вышел.
Завершил спортивную карьеру по окончании сезона 2010 года.